# Wilhelm Steenbeck

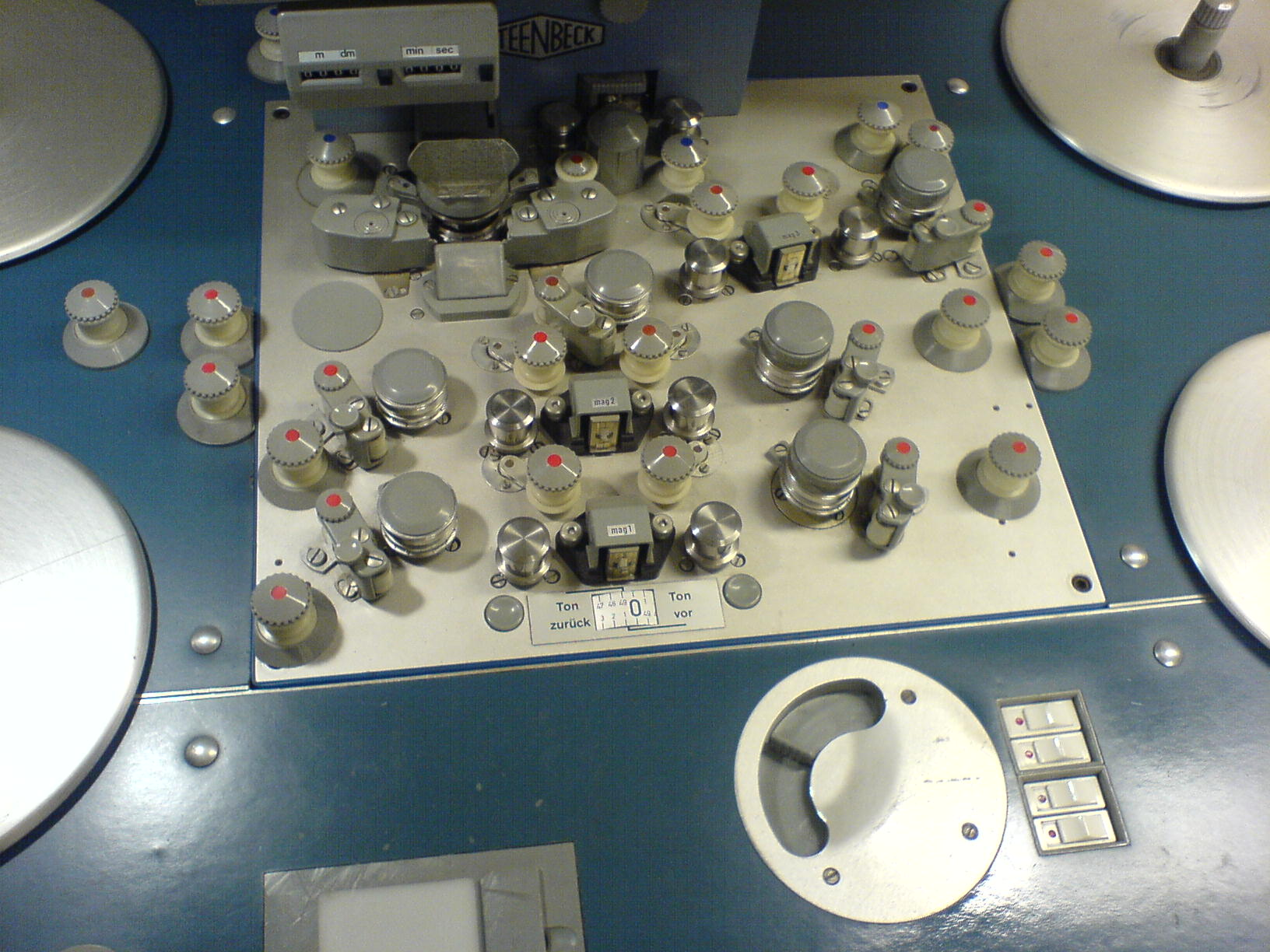
Steenbeck 938

Wilhelm Steenbeck (* 25. Februar 1896 in Hamburg; † 24. März 1975 ebenda) war ein deutscher Ingenieur.

## Leben

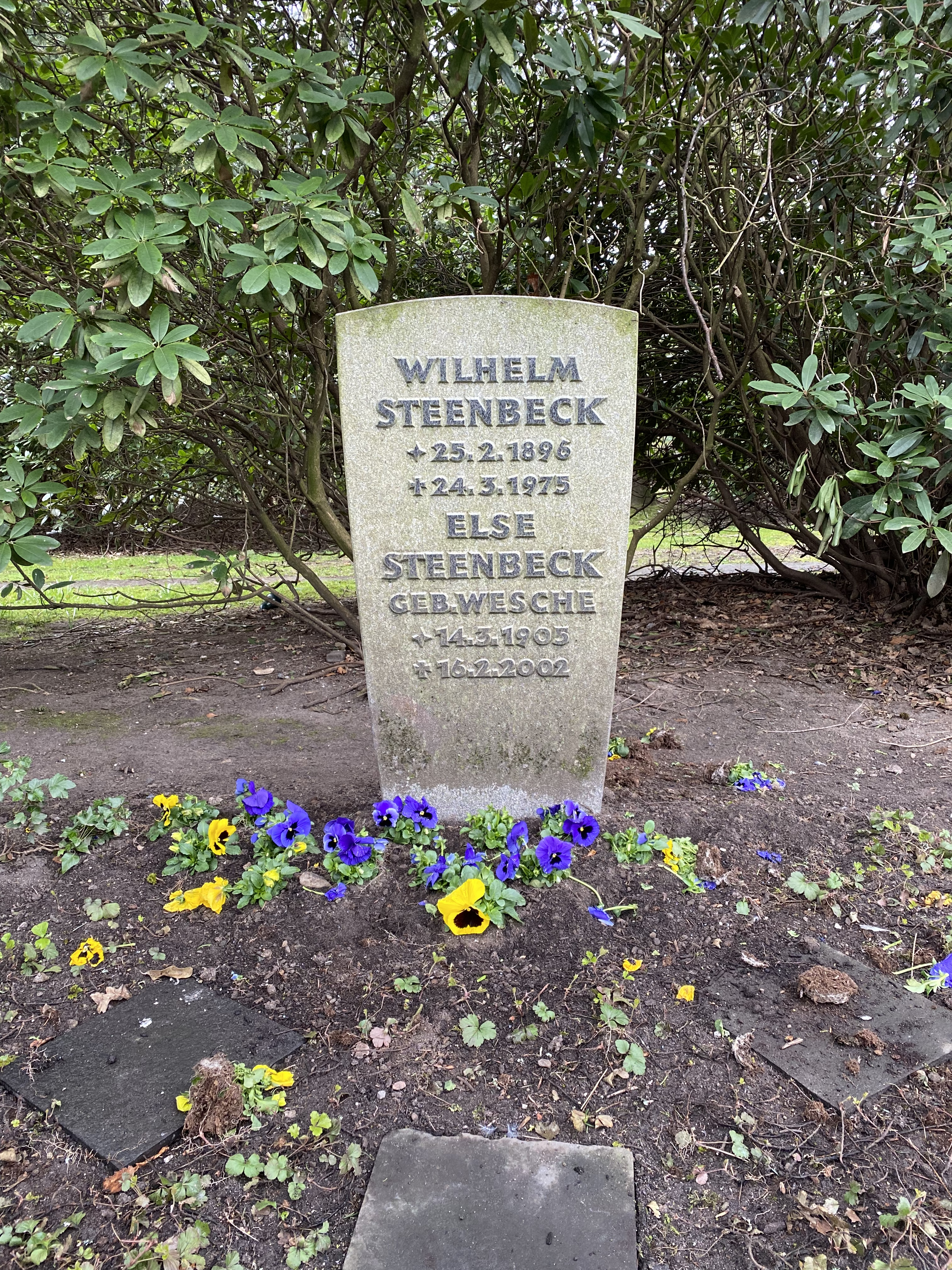
Grabstätte auf dem Friedhof Ohlsdorf

Im Herbst 1923 gründete er mit August Harder die Metallwarenfabrik Harder & Steenbeck in Altona an der Elbe, die zunächst elektrische Teile für die Produktion von Rundfunkempfängern produzierte, später auch Apparate zum Vorführen von physikalischen und elektro-physikalischen Experimenten in Schulen. Mit der Weltwirtschaftskrise Ende der 1920er Jahre und den daraus folgenden Sparmaßnahmen fielen die Schulen als Abnehmer aus. Wilhelm Steenbeck verließ die Firma, die verkleinert werden musste, um am Markt bestehen zu können. Die Firma Harder & Steenbeck befasst sich seit 1950 mit der Herstellung von Airbrush-Pistolen.
1931 gründete er seine nächste Firma, W. Steenbeck & Co., in Hamburg als Unternehmen der Feinmechanik. Gemeinsam mit Günter Bevier entwickelte er den ersten Schneidetisch mit horizontal liegenden Film-Tellern und eingespiegeltem Bildschirm. 1953 brachte er den ST 200 für 16-mm-Material heraus, 1 × Bild und 1 × Ton SEPMAG („separater magnetischer Tonträger“).
2003 wurde das Unternehmen, nicht die Firma, von Deutschland in die Niederlande verlegt.
Wilhelm Steenbeck verstarb im Alter von 79 Jahren und wurde auf dem Friedhof Ohlsdorf in seiner Geburtsstadt beigesetzt. Die Grabstätte liegt im Planquadrat P 35 nordöstlich von Kapelle 10.